# Tornavan
Tornavan fou un districte de Baspracània limitat al nord pel Mardastan i l'Artaz; a l'est pel Djuash i el Zaravand; a l'oest pel Barilovit i al sud per l'Alandrot.
La capital fou Tornavan, al sud-est del país.

## Mapa de Tornavan
L'Enciclopèdia Soviètica d'Armènia publicà una sèrie de mapes entre els quals hi ha el de la regió baspracània de Tornavan.

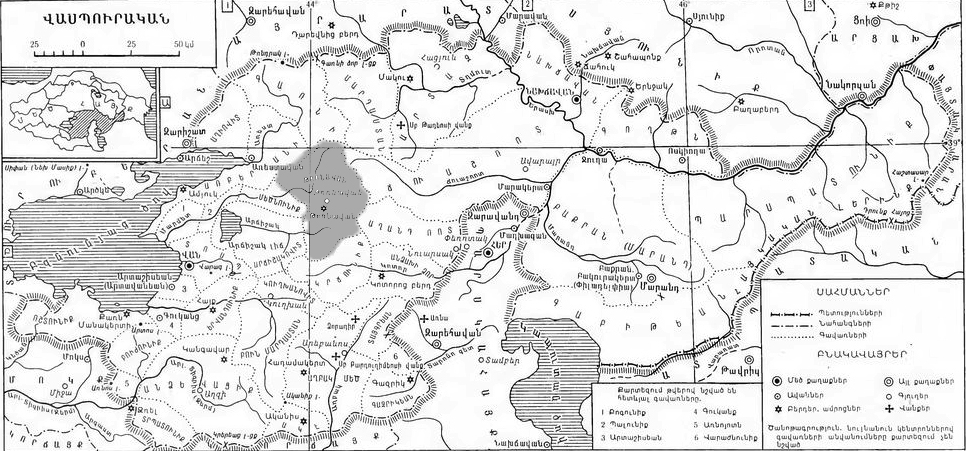
Vaiots ombrejada a l'est de l'estany Van